# Gregor Danner
Gregor Danner OSB (* 28. März 1861 in Oberappersdorf; † 11. April 1919 in München) war ein deutscher Ordensgeistlicher und Abt.

## Leben
Gregor Danner wurde 1861 in Oberappersdorf (jetzt Gemeinde Zolling) im Landkreis Freising geboren. Nach dem Studium der Theologie empfing er am 19. Mai 1887 in Freising die Priesterweihe. Bald darauf wurde er Präfekt und 1892 Subregens am Erzbischöflichen Klerikalseminar Freising. 
Später trat er in die Benediktinerabtei Scheyern ein, wo er am 14. September 1897 seine Profess ablegte. Dort war er vor allem als Novizenmeister und Lehrer am Progymnasium tätig. Der Abt Rupert Metzenleitner ernannte ihn am 3. Januar 1904 zum ersten Prior des wiederzubegründenden Klosters Plankstetten. 
Doch bereits am 3. März 1904 wurde er in St. Bonifaz München zum Abt postuliert, da sich der dortige Konvent nicht auf einen eigenen Nachfolger für Benedikt Zenetti einigen konnte; am 21. März desselben Jahres empfing er dort die Abtsbenediktion. Von 1906 bis 1915 war Danner außerdem gewählter Abtpräses der Bayerischen Benediktinerkongregation. 1906 wurde er Ehrenmitglied der KBStV Rhaetia München.
Danner ließ das Gut Andechs zurückkaufen, um darin eine Erziehungsanstalt für 130 Knaben im Alter von 9 bis 18 Jahren, die sogenannte Gregorius-Erziehungsanstalt, zu errichten. Heute wird das Gebäude als Justizvollzugsanstalt Rothenfeld genutzt.
Danner wurde nach seinem Tod in der Gruft von St. Bonifaz beigesetzt. 